# Gone (canção de Nelly)
"'Gone" é uma canção gravada pelo cantor e compositor norte-americano Nelly com participação vocal da cantora norte-americana Kelly Rowland. Foi enviada às principais estações de rádio de música contemporânea e música rítmica contemporânea em Janeiro de 2011 como o terceiro e último single do sexto álbum de estúdio de Nelly, intitulado 5.0 (2010).
"Gone" é uma sequela não-oficial de "Dilemma" (2002), uma canção também gravada por ambos vocalistas que se tornou em um êxito número um em vários países. Composta por Nelly, Eric Goody II, Earl Hood, Rico Love e Jim Jonsin, com produção e arranjos pelos dois últimos com o auxílio dos dois penúltimos, a música foi escrita como uma continuidade à história de amor descrita em "Dilemma", sendo inicialmente conhecida como "Dilema pt.2", mas o título foi eventualmente alterado e Nelly parou de se referir à mesma como tal não só por receio de não corresponder às expectativas do público, mas ainda pelo seu desejo de "Gone" ser reconhecida como um tema independente.
Musicalmente, "Gone" é uma mistura de rhythm and blues (R&B) e balada que contém elementos de música pop. Os críticos especialistas em música contemporânea elogiaram a canção por reutilizar os melhores elementos de "Dilemma" e por recapturar os sentimentos originais. Contudo, criticaram a faixa por causa da sua pouca relevância e também devido à falta de distinção na batida de R&B. A canção teve um desempenho comercial moderado nos Estados Unidos, não conseguindo entrar na tabela musical oficial de canções e atingindo o pico dentro das sessenta melhores posições da tabela de canções de R&B/Hip-Hop. No entanto, se sucedeu bem no Reino Unido, Austrália e Bulgária.
A produção para o seu vídeo musical começou a 8 de Fevereiro de 2011, com as filmagens decorrendo em uma das praias de Cancún, México, e o lançamento ocorrendo a 12 de Março seguinte através do perfil oficial de Nelly no Vevo.

## Antecedentes e lançamento

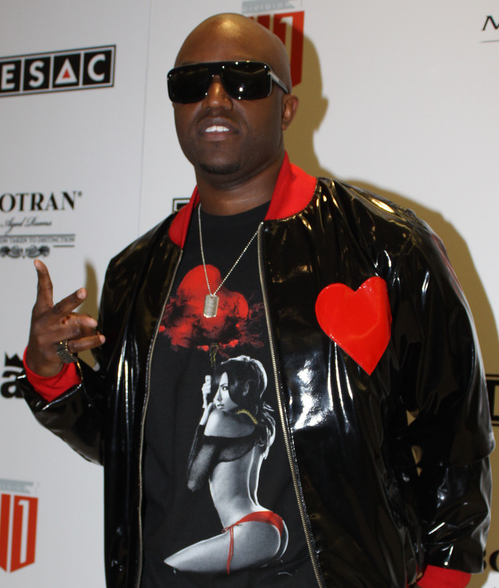
Rico Love co-compôs e ainda produziu "Gone".

Ao fim de uma apresentação a 8 de Julho de 2009 em Las Vegas, Nevada, Nelly anunciou ao público que já estava naquele momento a gravar e produzir o seu novo álbum de estúdio. No primeiro trimestre do ano seguinte, informou a DJ Semtex que estava a planear auto-intitular o novo disco. Em entrevista com Shaheem Reid, jornalista da MTV, o artista declarou sentir-se inspirado a produzir algo ainda melhor devido à recepção positiva dos seus trabalhos anteriores. Esperando recriar o sucesso de "Dilemma" (2002), seu segundo número um nos Estados Unidos, Nelly decidiu trabalhar de novo com Kelly Rowland em algo que seria a sequela da canção. Inicialmente conhecida como "Dilema pt.2", "Gone" dá continuidade à história desenvolvida na colaboração anterior da dupla. Todavia, Nelly deixou bem claro que "Gone" não era apenas uma sequela de "Dilemma".
"Eu não quero dizer que é uma sequela. Eu não quero reduzir "Dilemma" a nada ou criar uma expectativa errada. Quando você faz esse tipo de coisa, há pessoas que logo dizem 'Eu não quero ouvir isso...' É uma daquelas coisas que nós fizemos reconectar. Nossa química já provou ser boa, quer no palco quer no estúdio. Era algo com o qual nos queríamos reconectar. Foi produzida por Jim Jonsin. ... É uma junção fria. Acho que as pessoas vão perceber."
— Nelly em entrevista para Jayson Rodriguez da MTV.
A canção foi gravada entre Maio e Junho de 2010 nas sessões de estúdio nas quais os artistas gravavam a remistura urbana de "Commander", o primeiro single do terceiro álbum de estúdio de Rowland, Here I Am (2011). O portal Rap-Up descreveu o tema como a "sequela harmoniosa" que segue onde "Dilemma" terminou, atendendo às necessidades de ambas audiências R&B e pop. A MTV revelou que "Gone" seria futuramente divulgada como um single, mas não seria distribuida imediatamente devido ao sucesso do tema "Just a Dream" (2010), o primeiro single de 5.0 (2010).
O single foi finalmente enviado às principais estações de rádio de música urbana contemporânea e música urbana adulta contemporânea norte-americanas a 4 de Janeiro de 2011 pela distribuidora fonográfica Universal Motown, com o envio às rádios de música contemporânea e rítmica contemporânea a 18 de Janeiro. A capa foi revelada no dia seguinte. O lançamento em plataformas digitais ocorreu a 8 de Maio de 2011 no Reino Unido.

## Estrutura musical e conteúdo
"Gone" é um tema composto por Eric Goody II, Nelly, Earl Hood, Rico Love, e Jim Jonsin. Musicalmente, "Gone" é uma balada rhythm and blues de ritmo moderado produzida por Love e Jonsin e co-produzida por Goody e Hood sob o pseudónimo Earl & E. Algumas imagens da sessão de gravação de "Gone" foram lançadas pelo Rap-Up a 26 de Dezembro de 2009. Embora inicialmente as suas letras haviam sido escritas como uma sequela para "Dilemma", em entrevista à MTV, Nelly fez questão de afirmar que não via "Gone" como uma sequela desta: "Ela nunca poderá ser 'Dilemma', mas nós queremos dar continuidade à história. É continuar a história um pouco mais, vendo-a [Kelly] novamente."
Scott Schetler, do AOL Radio Blog, notou que Rowland e Nelly dirigem-se um ao outro pelo primeiro nome em "Gone", tal como fizeram no seu dueto de 2002. Bill Ohms, da Lumino Magazine, disse que "o estilo vocal de Nelly em 'Gone' foi como cantar/fazer rap em uma balada," enquanto Tolu Akinsanya, do sítio britânico Soulculture, mencionou que "Gone" usa os mesmos elementos da produção de "Dilemma". Em um ponto, Nelly faz uma referência directa à letra de "Dilemma", quando diz "Remember that chick that used to live right up the block from me?" (em português:  "Lembras-te daquela rapariga que morava a um quarteirão de mim?").

## Recepção crítica
| Críticas profissionais | Críticas profissionais |
| Avaliações da crítica  | Avaliações da crítica  |
| Fonte                  | Avaliação              |
| ---------------------- | ---------------------- |
| AOL                    | (positiva)             |
| Billboard              | (negativa)             |
| The Boston Globe       | (positiva)             |
| idolator               | (mista)                |
| Slant Magazine         | (negativa)             |

Scott Schetler, para o AOL Radio, olhou para "Gone" como um "outro dueto estelar de Rowland e Nelly." Tolu Akinsanya, do Soulculture, concordou com as comparações com "Dilemma", dizendo que "('Gone') usa todos os elementos principais que fizeram ('Dilemma') um sucesso, e não falham. Esta faixa poderia facilmente ser uma líder de tabelas musicais." Mariel Concepcion, da revista musical norte-americana Billboard, disse que nenhum álbum de Nelly estaria completo sem a faixa emocional "Gone". Ken Capobianco, para o jornal The Boston Globe, chamou a canção de "a companhia melódica de 'Dilemma'."
Robbie Daw, para o idolator, ficou menos impressionado. Embora tenha elogiado a ideia do dueto, disse: "Esta nova rotina lenta é inofensiva, e ainda tem um ritmo semelhante ao seu antecessor. Mas, no geral, não podemos deixar de sentir que, uma vez que se deram ao esforço, estes dois deveriam ter avançado com algo um pouco melhor do que uma recauchutagem pálida." Jesse Cataldo, para a Slant Magazine, também foi crítica para com a música, dizendo que a sua apresentação de vocais de R&B "afundam cada vez mais em direcção à irrelevância."

## Vídeo musical

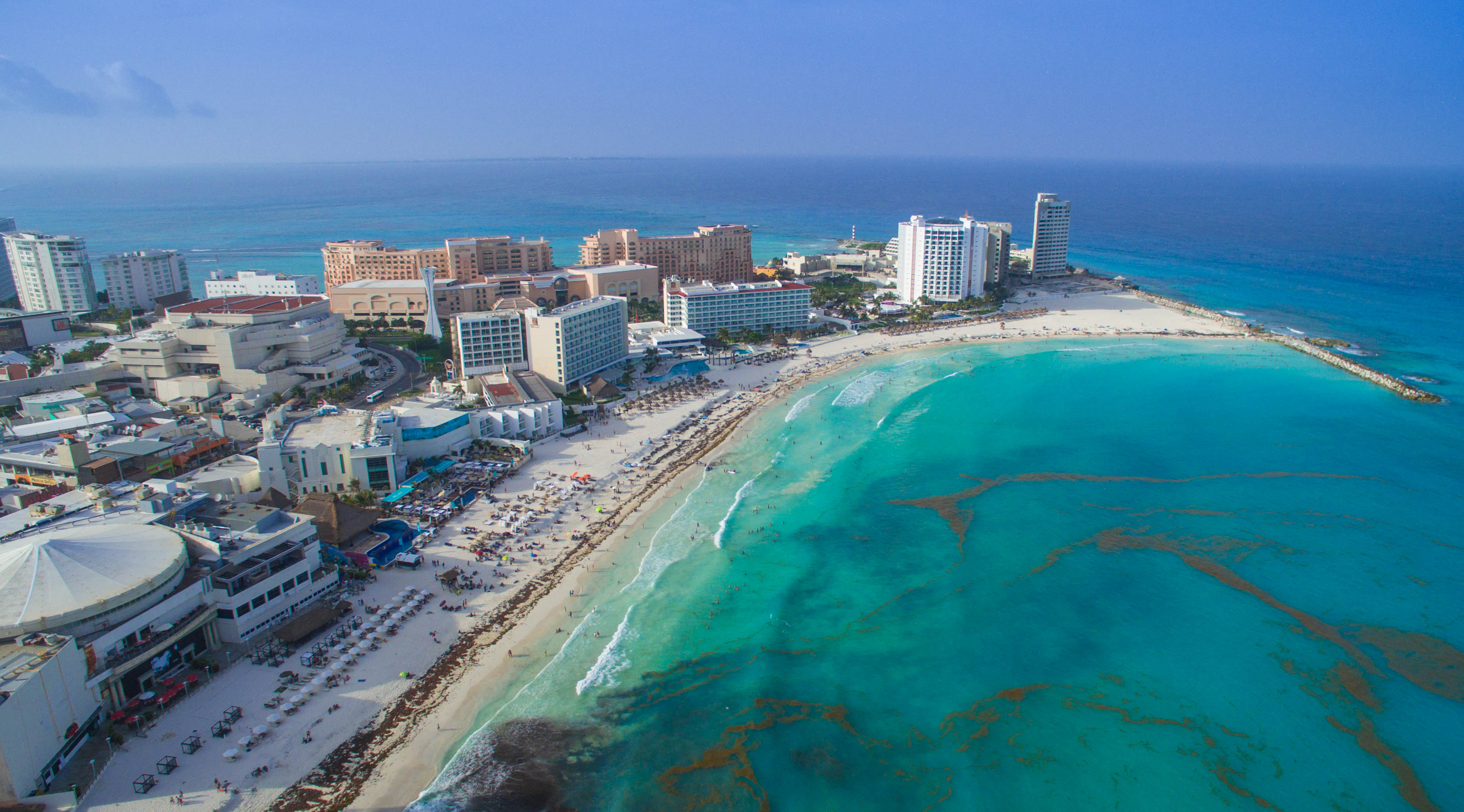
O vídeo musical de "Gone" foi filmado em uma das praias de Cancún, México.

Nelly publicou a mensagem "novo single de Nelly ... 'Gone', com Kelly Rowland, vídeo muito em breve #5.0 :-)" no seu perfil do Twitter a 6 de Janeiro de 2011. Naquele momento, a canção estava prevista para ser lançada como o terceiro single oficial do álbum. No mês seguinte, foi revelado que o realizador Marc Klasfeld tinha sido reservado para a gravação o vídeo. Klasfeld já trabalhou com ambos artistas no passado; com Nelly em "Country Grammar (Hot Shit)" (2000) e "Ride Wit Me" (2000), bem como com Rowland em "Lose My Breath" (2004) enquanto ela era membro das Destiny's Child. As filmagens aconteceram em Cancún, México, com a produção sendo iniciada a 8 de Fevereiro. Fotos enviadas ao Rap-Up mostravam Rowland em um vestido preto decotado brilhante, enquanto Nelly usava uma camisa preta com botões. O vídeo musical foi finalmente lançado a 12 de Março através do perfil oficial de Nelly no Vevo.
O teledisco apresenta os artistas em um local próximo à praia ao pé de uma piscina e num bar no qual diversas raparigas podem ser vistas a tomar bebidas e ainda a nadarem na praia. De dia, Rowland canta sentada numa cadeira de piscina com um casaco branco com riscas pretas, brincos de argola e sapatos de salto. À noite, canta no mar com Nelly, usando um vestido preto e brincos longos. Também podem ser vistas cenas do Aeroporto Internacional de Cancún e edifícios da cidade.

## Créditos e pessoal
Os créditos seguintes foram adaptados do encarte do álbum 5.0 (2011):
- Kelly Rowland — vocais principais, vocais de apoio
- Richard Butler, Jr. — composição, produção e arranjos
- Earl Hood — composição, co-produção e arranjos
- Cornell Haynes, Jr. — vocais principais, vocais de apoio, composição, co-produção e arranjos
- James Scheffer — composição, produção e arranjos, teclado
- Eric Goudy II — composição, co-produção e arranjos, teclado
- Robert Marks — gravação vocal, mistura, engenharia acústica
- Thurston Mccrea — gravação vocal, engenharia acústica adicional

## Desempenho nas tabelas musicais
A 21 de Janeiro de 2011, "Gone" foi o segundo single mais adicionado às estações de rádio de música urbana e o terceiro mais adicionado às rádios de música contemporânea e rítmica. A canção acumulou um total de 45 entradas em um período de dois dias desde o seu lançamento. A 5 de Fevereiro, o tema conseguiu fazer a sua estreia na tabela musical de canções de R&B/Hip-Hop dos Estados Unidos no número 79, alcançando o seu pico dentro das sessenta melhores posições semanas mais tarde. Ainda nos EUA, conseguiu fazer uma aparição na tabela de canções rítmicas dentro das trinta melhores posições e na tabela de canções reproduzidas nas rádios dentro das cinquenta melhores colocações, segundo os dados publicados pela revista Billboard. Todavia, não conseguiu fazer uma estreia na tabela oficial de canções, atingindo o número treze em uma extensão de 25 canções desta tabela. Na Austrália, "Gone" atingiu a posição máxima de 78 na tabela oficial de canções e conseguiu atingir o pico dentro das trinta melhores posições da tabela de música urbana. A melhor posição da faixa foi alcançada na Bulgária, a de número quatorze.
| País — Tabela musical (2011)                       | Posição de pico |
| -------------------------------------------------- | --------------- |
| Austrália — Top 100 Singles (ARIA Charts)          | 78              |
| Austrália — Top 40 Urban Singles (ARIA Charts)     | 21              |
| Bulgária — National Top 40 (TNB)                   | 14              |
| Estados Unidos — Bubbling Under Hot 100 Singles    | 13              |
| Estados Unidos — Hot 100 Airplay (Billboard)       | 44              |
| Estados Unidos — Hot R&B/Hip-Hop Songs (Billboard) | 59              |
| Estados Unidos — Rhythmic Songs (Billboard)        | 23              |
| Reino Unido — Singles Chart Top 100 (OCC)          | 58              |
| Reino Unido — R&B Singles Chart Top 40 (OCC)       | 19              |